# Хазамов, Гамзат Алиевич
Гамзат Алиевич Хазамов (1963, Согратль, Гунибский район, Дагестанская АССР, РСФСР, СССР) — советский и российский борец вольного стиля, двукратный обладатель Кубка мира.

## Спортивная карьера
Вольной борьбой занимается с 1974 года. Является воспитанником махачкалинской ШВСМ. В 1988 году выиграл чемпионат РСФСР, обыграв в финале Сиражудина Гамидова, в том же году стал серебряным призёром чемпионата СССР, уступив золото Насыру Гаджиханову и победителем тбилисского международного турнира. В 1989 и в 1991 году становился обладателем Кубка мира.

## Личная жизнь
В 1980 году окончил школу в Южно-Сухокумске. В 1985 году окончил Дагестанский государственный университет.

## Достижения
- Чемпионат РСФСР по вольной борьбе — ;
- Чемпионат СССР по вольной борьбе 1988 — ;
- Кубок мира по борьбе 1989 — ;
- Кубок мира по борьбе 1991 — ;